# Djamileh
Djamileh és una òpera còmica en un acte de Georges Bizet sobre un llibret francès de Louis Gallet, basat en un conte oriental: Namouna, d'Alfred de Musset.
Va ser estrenada el 22 de maig de 1872 a l'Opéra-Comique de París. Va gaudir de deu representacions l'any 1872, però no va ser reposada a París fins a l'any 1938.
L'òpera va ser oblidada durant molts anys, malgrat l'admiració que per ella van palesar Gustav Mahler, qui va dirigir-ne dinou representacions a l'Òpera de l'Estat de Viena entre 1898 i 1903, i Richard Strauss qui la va considerar com una font d'inspiració per a la seua Ariadne auf Naxos. Strauss la considerava entre el catàleg d'obres excel·lents que havien de nodrir el repertori per als teatres alemanys de post-guerra.
S'ha considerat Djamileh com una deliciosa òpera en un acte, delicada i etèria, menys representada del que mereixeria. No obstant la feblesa del llibret —gairebé una anècdota— el seu exotisme és irresistible. En particular el personatge principal està perfectament retratat en el seu amor fidel, sobretot en la seua primera ària Nour-Eddin, roi de Lahore; que si bé amb el seu caràcter narratiu no palesa la situació real de la protagonista, descriu perfectament la profunditat dels seus sentiments; així com en la segona ària Sans doute, l'heure est prochaine que revela la magnitud de la vulnerabilitat de l'esclava.

## Sinopsi
Djamileh, una bella esclava, està enamorada del seu amo, el príncep turc Haroun. No obstant això, aquest està cansat d'ella i té la intenció de vendre-la. Djamileh persuadeix el secretari del príncep, Splendiano, qui està enamorat d'ella, perquè l'ajude a reconquistar l'afecte de l'amo. Ella li promet que es casarà amb ell si no hi reïx.
Amb l'ajuda del secretari, quan arriba el mercader d'esclaus, Djamileh, disfressada, s'introdueix entre les esclaves que el mercader li ofereix al príncep. Djamileh dansa, i el príncep, encisat, decideix immediatament comprar-la. Quan ella descobreix la seua identitat i declara que l'engany ha estat provocat només per l'amor que sent envers ell, Haroun torna a declarar-li el seu afecte.

## Enregistraments
N'hi ha hagut dos enregistraments:
- Lucia Popp, Franco Bonisolli, Jean-Philippe Lafont; Director: Lamberto Gardelli - Orquestra de la Ràdio de Múnic — Orfeo 1983
- Marie-Ange Todorovitch, Jean-Luc Maurette, Francois Le Roux; Director: Jacques Mercier - Orquestra Nacional d'Île de France — RCA 1988